# Oblitoneura agromyzina
Oblitoneura agromyzina är en tvåvingeart som beskrevs av Louis-Paul Mesnil 1975. Oblitoneura agromyzina ingår i släktet Oblitoneura och familjen parasitflugor.
Artens utbredningsområde är Israel. Inga underarter finns listade i Catalogue of Life.